# Carlos Richetti
Carlos Manuel Richetti (Villa Vásquez, 23 agosto 1983) è un giocatore di baseball dominicano naturalizzato italiano.

## Carriera

### Club
La sua carriera italiana è iniziata nel 2002, con l'ingaggio da parte dell'Anzio Baseball. Tre anni più tardi, il manager della Fortitudo Baseball Bologna, Mauro Mazzotti, decide di puntare su di lui portandolo in Emilia per un anno. Al termine di questa parentesi annuale, Richetti fa ritorno al suo vecchio club.
Nel 2007 si sposta di pochi chilometri, passando da Anzio a Nettuno, dove rimarrà per un periodo lungo 6 anni. 
Nel 2013 ritorna a Bologna per sostituire Luca Panerati, poi continua la sua carriera sempre in Italia, prima al Nettuno 2 poi al Rimini Baseball con cui vince due scudetti in tre anni.
Nel 2018 scende in Serie A2 passando dal Rimini al Castenaso, compiendo lo stesso percorso del compagno di squadra Juan Carlos Infante.
Nel 2019 torna nella massima serie, ingaggiato dal Nettuno Baseball City guidato da Carlo Morville che già aveva allenato Richetti ad Anzio.
Nel 2020 disputa il campionato di Serie A2 con il Modena Baseball Club.
Nel 2021 calca nuovamente i campi del massimo campionato italiano, questa volta con i colori degli Athletics Bologna.

### Nazionale
Richetti ha fatto parte della Nazionale italiana a partire dal 2004, quando fu convocato per l'edizione dell'Haarlem Week di quell'anno.

Al termine della stagione 2012, ha al suo attivo 29 presenze in azzurro.

## Palmarès

### Club
- Campionati italiani: 2

Rimini: 2015, 2017
- Coppa Italia: 2

Nettuno: 2011
Rimini: 2016
- European Cup: 2

Nettuno: 2008, 2009

### Nazionale
- Campionati europei: 2

Italia: 2010, 2012